# Рогізна (Тульчинський район)
Рогі́зна — село в Україні, у Шпиківській селищній громаді Тульчинського району Вінницької області. Населення становить 237 осіб.

## Історія
Станом на 1885 рік у колишньому власницькому селі Печарської волості Брацлавського повіту Подільської губернії мешкало 1080 осіб, налічувалось 151 дворове господарство, існували православна церква, постоялий двір, постоялий будинок, водяний млин й винокурний завод.
1892 існувало 216 дворових господарств, проживало 1635 мешканців.
За переписом 1897 року кількість мешканців зросла до 1703 осіб (823 чоловічої статі та 880 — жіночої), з яких 1655 — православної віри.
1905 року у селі, що належало Н. О. Банову, існувало 305 дворових господарства, проживало 1764 мешканці, існувала православна церква, церковно-приходська школа, водяний млин й поромна переправа через Буг.
7 (20) листопада 1917 року, відповідно до Третього Універсалу Української Центральної Ради, увійшло до складу Української Народної Республіки.
12 червня 2020 року, відповідно до Розпорядження Кабінету Міністрів України від  № 707-р «Про визначення адміністративних центрів та затвердження територій територіальних громад Вінницької області», увійшло до складу Шпиківської селищної територіальної громади.
19 липня 2020 року, в результаті адміністративно-територіальної реформи та ліквідації Тиврівського району, село увійшло до складу новоутвореного Тульчинського району.

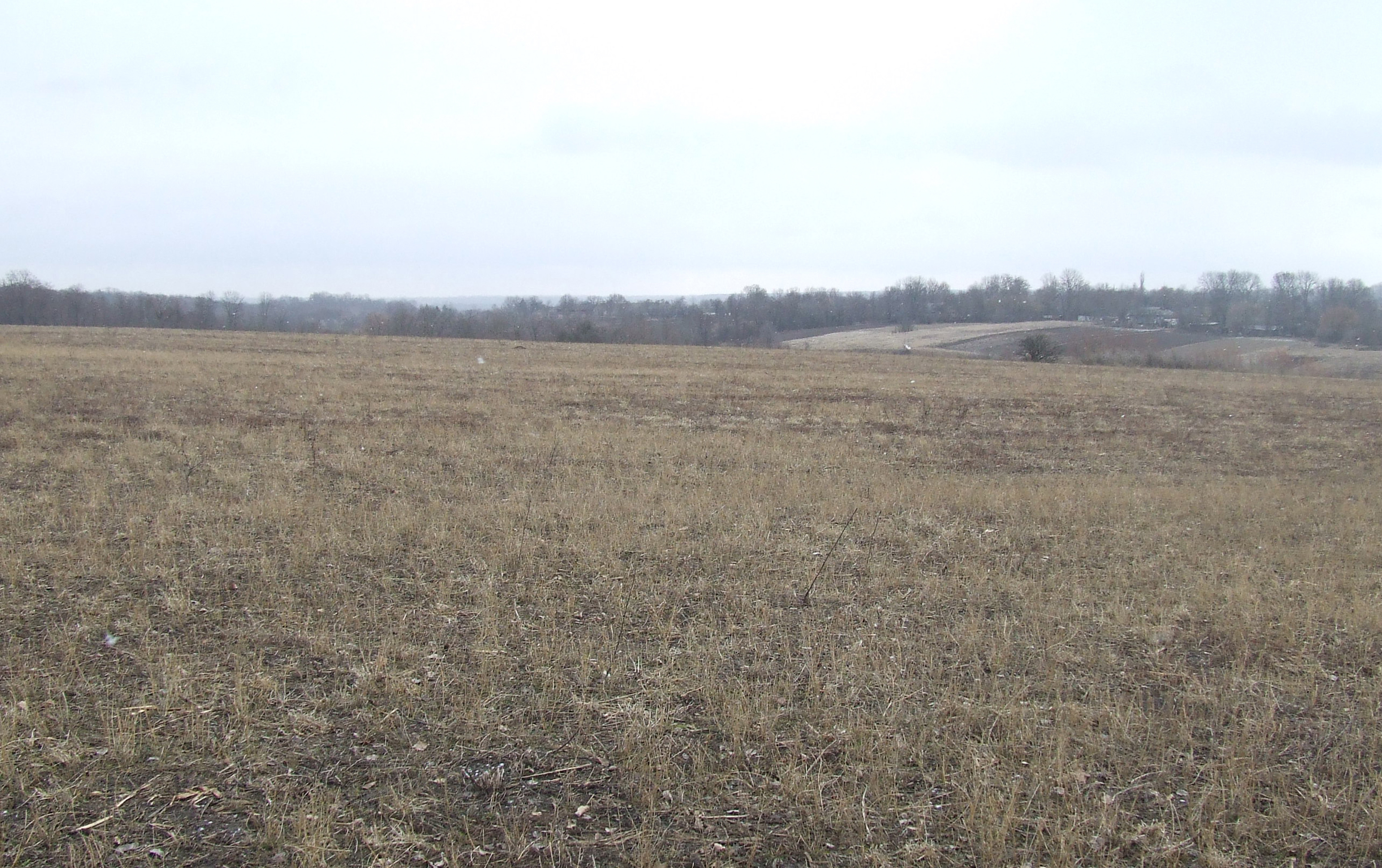
Поселення черняхівської культури
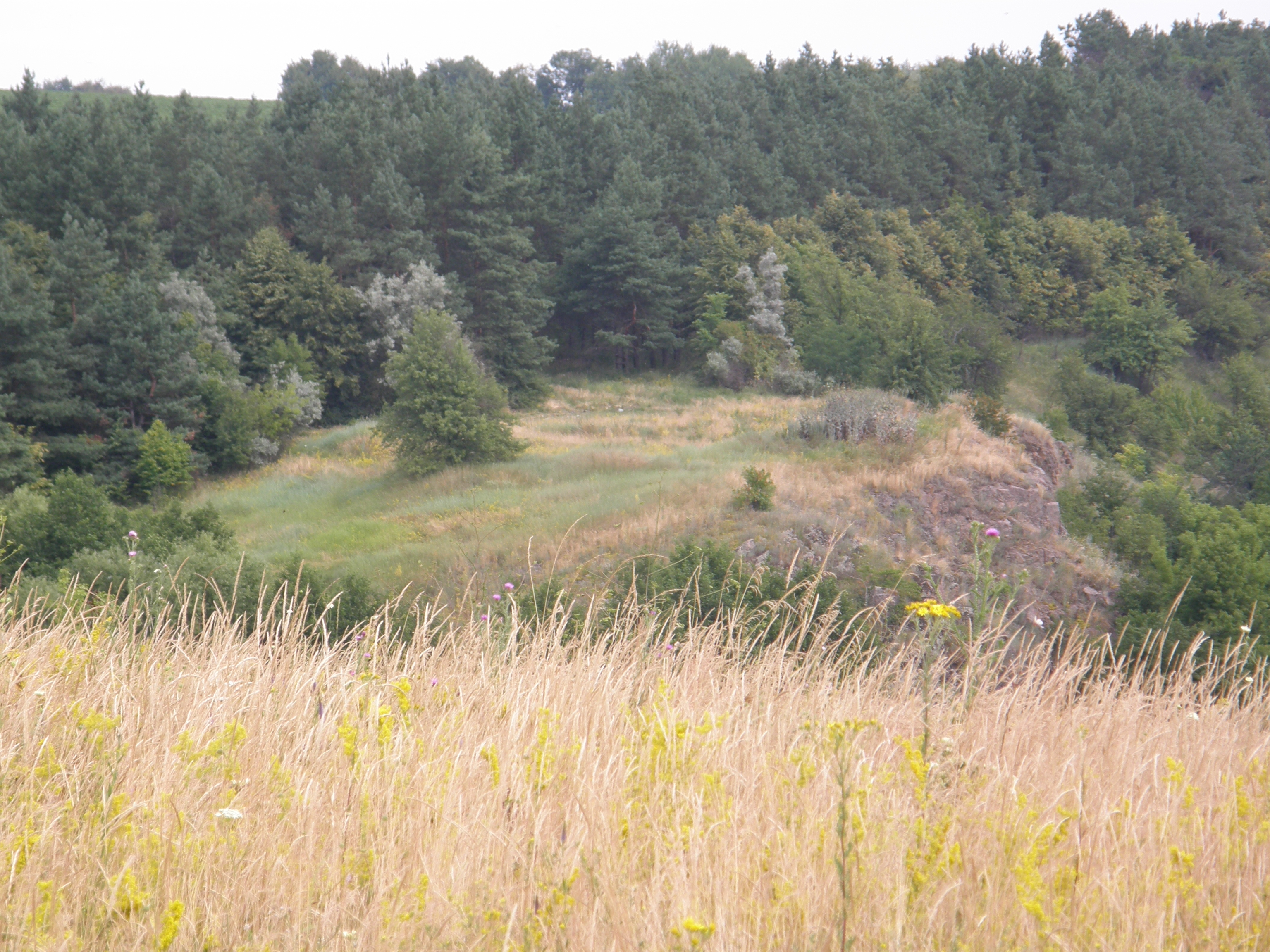
Поселення трипільської культури
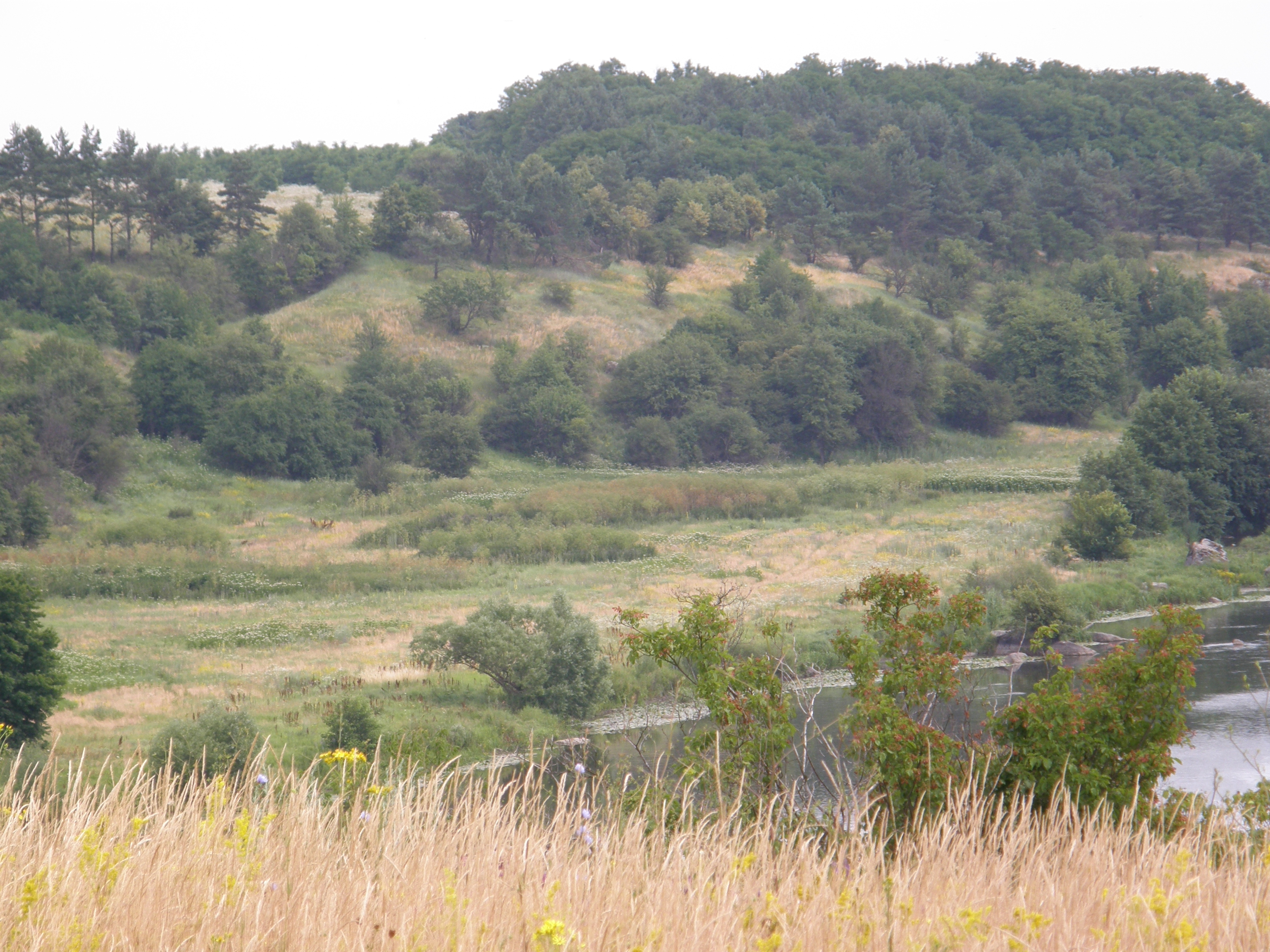
Неолітична стоянка
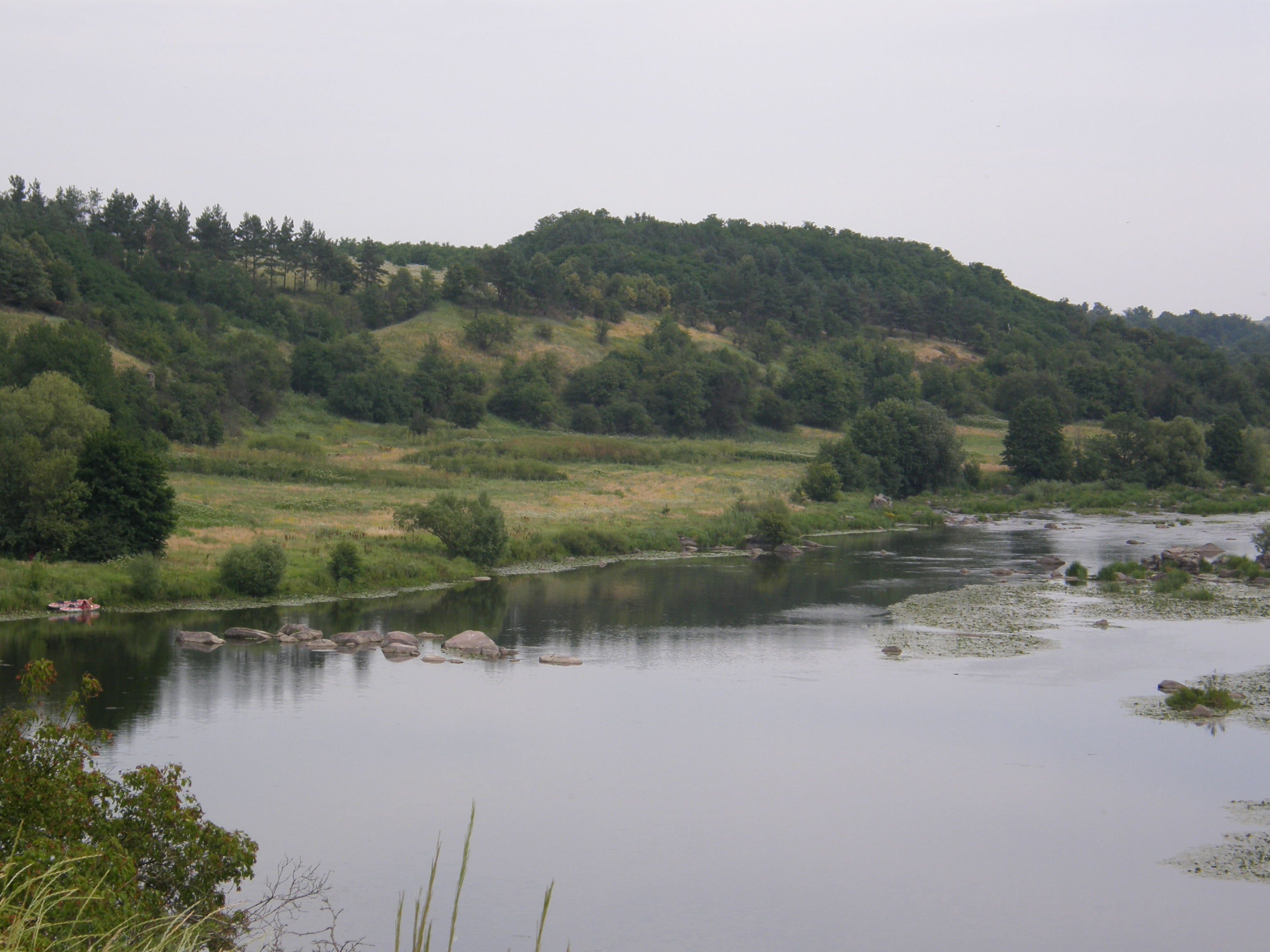
Річка та неолітична стоянка

## Населення

### Мова
Розподіл населення за рідною мовою за даними перепису 2001 року:
| Мова       | Кількість | Відсоток |
| ---------- | --------- | -------- |
| українська | 231       | 97.47%   |
| румунська  | 3         | 1.27%    |
| російська  | 2         | 0.84%    |
| білоруська | 1         | 0.42%    |
| Усього     | 237       | 100%     |

## Відомі люди
- Головатюк Петро Йосипович (1942–2007) — український поет.

## Пам'ятки
- «Закрута» (ландшафтний заказник)